# 32. Division (3. Königlich Sächsische)
Die 3. Division Nr. 32 war ein Großverband der Sächsischen Armee. Mit Beginn des Ersten Weltkrieges änderte sich ihre Bezeichnung in 32. Infanterie-Division.

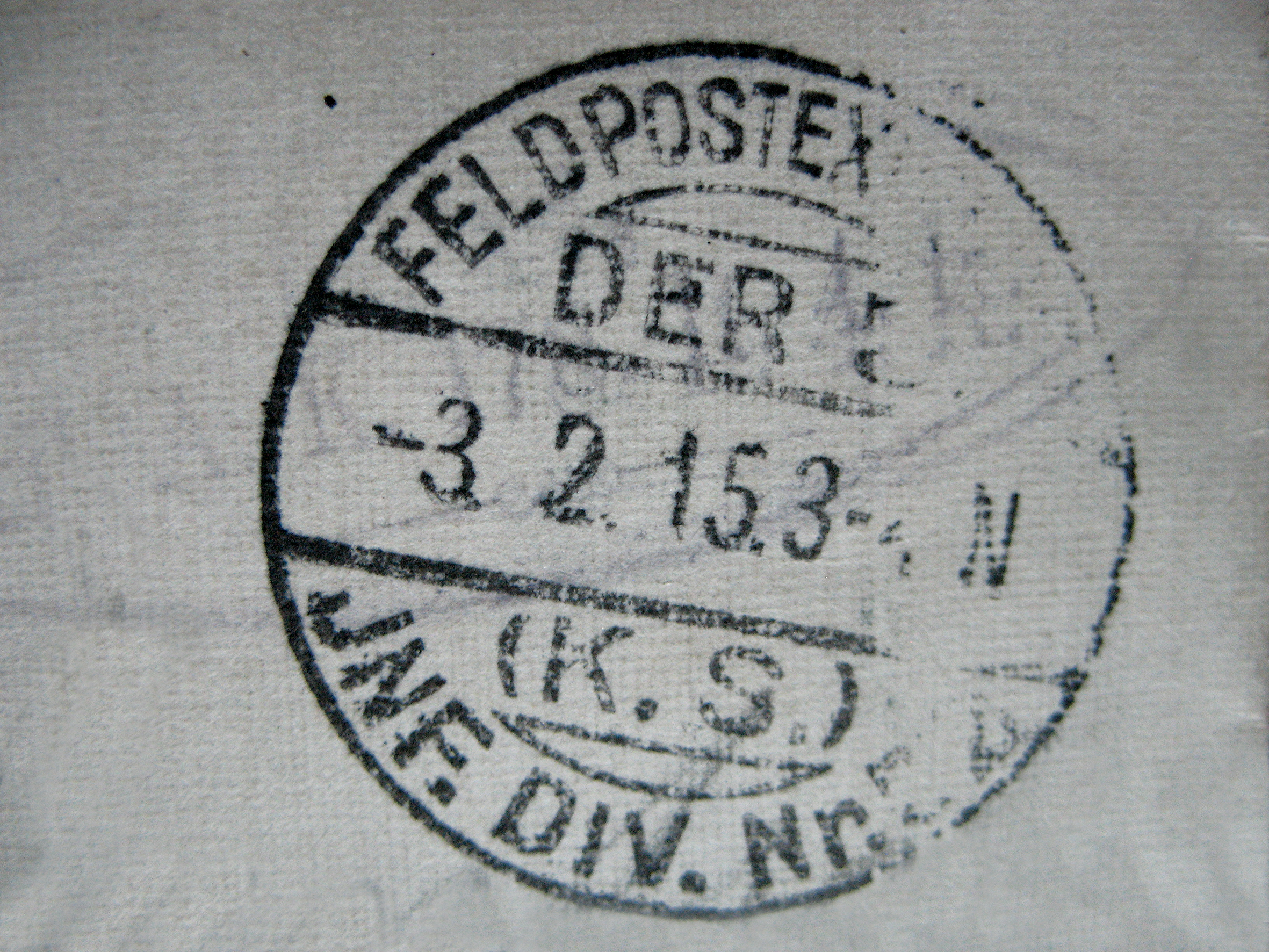
Stempel FELDPOSTEXPEDITION der 32 Div. 64 Inf. Brig. XII. (K. S.) vom 3. Februar 1915

## Gliederung
Die Division war dem XII. (I. Königlich Sächsisches) Armee-Korps unterstellt.

### Friedensgliederung 1890
- 5. Infanterie-Brigade Nr. 63 in Dresden
  - 5. Infanterie-Regiment Nr. 104 in Dresden
  - 9. Infanterie-Regiment Nr. 133 in Dresden
- 6. Infanterie-Brigade Nr. 64 in Dresden
  - 6. Infanterie-Regiment Nr. 105 in Dresden
  - Schützen-Füsilier-Regiment „Prinz Georg“ in Dresden
- 3. Kavallerie-Brigade Nr. 32 in Dresden
  - Karabinier-Regiment in Dresden
  - 2. Ulanen-Regiment Nr. 18
  - 1. Jäger-Bataillon Nr. 12 in Freiberg

### Friedensgliederung 1914
- 5. Infanterie-Brigade Nr. 63 in Bautzen
  - 3. Infanterie-Regiment Nr. 102 in Zittau
  - 5. Infanterie-Regiment Nr. 103 in Bautzen
- 6. Infanterie-Brigade Nr. 64 in Dresden
  - 12. Infanterie-Regiment Nr. 177 in Dresden
  - 13. Infanterie-Regiment Nr. 178 in Kamenz
  - 2. Jäger-Bataillon Nr. 13
- 3. Kavallerie-Brigade Nr. 32 in Dresden
  - 1. Husaren-Regiment „König Albert“ Nr. 18 in Großenhain
  - 3. Husaren-Regiment Nr. 20 in Bautzen
- 3. Feldartillerie-Brigade Nr. 32 in Bautzen
  - 2. Feldartillerie-Regiment Nr. 28
  - 5. Feldartillerie-Regiment Nr. 64 in Pirna

### Kriegsgliederung vom 2. August 1914
- 5. Infanterie-Brigade Nr. 63
  - 3. Infanterie-Regiment „König Ludwig III. von Bayern“ Nr. 102
  - 5. Infanterie-Regiment „Großherzog Friedrich II. von Baden“Nr. 103
  - 1. Jäger-Bataillon Nr. 12
- 6. Infanterie-Brigade Nr. 64
  - 12. Infanterie-Regiment Nr. 177
  - 13. Infanterie-Regiment Nr. 178
- 3. Husaren-Regiment „König Albert“ Nr. 18
- 3. Feldartillerie-Brigade Nr. 32
  - 2. Feldartillerie-Regiment Nr. 28
  - 5. Feldartillerie-Regiment Nr. 64
- 2. und 3. Kompanie/1. Pionier-Bataillon Nr. 12

### Kriegsgliederung vom 24. Mai 1918
- 5. Infanterie-Brigade Nr. 63
  - 3. Infanterie-Regiment „König Ludwig III. von Bayern“ Nr. 102
  - 5. Infanterie-Regiment „Großherzog Friedrich II. von Baden“ Nr. 103
  - 12. Infanterie-Regiment Nr. 177
  - 4. Eskadron/3. Husaren-Regiment Nr. 20
- Artillerie-Kommandeur Nr. 32
  - 5. Feldartillerie-Regiment Nr. 64
  - Fußartillerie-Bataillon Nr. 80
- Pionier-Bataillon Nr. 140
- Divisions-Nachrichten-Kommandeur Nr. 32

## Geschichte
Die Division wurde am 1. April 1887 errichtet und hatte ihr Kommando bis zur Demobilisierung und Auflösung im September 1919 in der Dresdener Albertstadt.

### Erster Weltkrieg
Während des Ersten Weltkriegs war die Division ausschließlich an der Westfront im Einsatz. Dort war die 3. Kompanie des 178. Regiments der 32. Division sowie Teile der Grenadier-Regimenter 100. und 101. der 23. Division am 23. August 1914 am Massaker von Dinant beteiligt.

### Gefechtskalender

#### 1914
- 23. bis 24. August – Schlacht bei Dinant
- 24. bis 27. August – Eingreifen der 3. Armee in den Kampf der 2. Armee bei Namur in Richtung Mettet-Philippeville und anschließende Verfolgung bis an die Sormonne
- 27. bis 30. August – Gefechte an der Maas
- 31. August bis 5. September – Schlacht an der Aisne
- 06. bis 10. September – Schlacht bei Fère-Champenoise
- 06. bis 11. September – Schlacht an der Marne
- 15. bis 22. September – Schlacht bei Juvincourt
- 26. bis 27. September – Bois be Beau-Marais
- 12. bis 13. Oktober – Kampf um die Höhe 108, südwestlich Berry-au-Bac
- 15. Oktober – Kampf um Höhe 108
- 02. bis 30. Dezember – Schlacht bei Souain, Perthes les Hurlus und Beausèjour

#### 1915
- 25. bis 27. Januar – Gefecht bei Hurtebise

#### 1916
- 10. März – Erstürmung des Berges bei La Ville aux Bois
- 25. April – Kampf um den Berg bei La Ville aux Bois
- 13. September bis 4. November – Stellungskämpfe vor Verdun
- 05. bis 26. November – Schlacht an der Somme
- 27. November bis 15. März – Stellungskämpfe an der Somme

#### 1917
- 15. bis 19. März – Kämpfe vor der Siegfriedfront
- 19. März bis 11. April – Reserve der OHL
- 11. bis 16. April – Stellungskämpfe in der Champagne
- 16. bis 27. April – Doppelschlacht Aisne-Champagne
- 28. April bis 10. Juni – Stellungskämpfe in der Champagne
- 10. Juni bis 2. August – Stellungskämpfe bei Reims
- 03. August bis 5. November – Herbstschlacht in Flandern
- 05. November bis 31. Dezember – Stellungskämpfe in Flandern und Artois

#### 1918
- 01. Januar bis 14. April – Stellungskämpfe in Flandern und Artois
- 09. bis 18. April – Schlacht bei Armentières
- 10. bis 29. April – Schlacht um den Kemmel
  - 15. April bis 13. Mai – Stellungskrieg in Flandern
- 13. Mai bis 28. Juni – Stellungskämpfe in Flandern und Artois
- 01. Juli bis 25. September – Stellungskämpfe vor Verdun
- 26. September bis 11. November – Abwehrschlacht in der Champagne und an der Maas
- ab 12. November – Räumung des besetzten Gebietes und Rückmarsch in die Heimat

## Kommandeure
| Dienstgrad      | Name                                      | Datum                                                           |
| --------------- | ----------------------------------------- | --------------------------------------------------------------- |
| Generalleutnant | Bernhard von Holleben genannt von Normann | 01. April 1887 bis 30. Januar 1889                              |
| Generalleutnant | Otto von Schweingel                       | 01. Februar 1889 bis 27. November 1890                          |
| Generalleutnant | Eugen von Kirchbach                       | 28. November 1890 bis 18. April 1896                            |
| Generalleutnant | Erwin von Minckwitz                       | 19. April 1896 bis 26. Mai 1897                                 |
| Generalleutnant | Max von Hausen                            | 27. Mai 1897 bis 28. März 1900                                  |
| Generalleutnant | Paul Hingst                               | 29. März 1900 bis 16. April 1903                                |
| Generalleutnant | Georg von Stieglitz                       | 17. April 1903 bis 21. April 1904                               |
| Generalleutnant | Hans von Kirchbach                        | 22. April 1904 bis 20. November 1907                            |
| Generalleutnant | Hermann von Schweinitz                    | 21. November 1907 bis 12. Oktober 1910                          |
| Generalleutnant | Alexander von Larisch                     | 13. Oktober 1910 bis 24. März 1913                              |
| Generalleutnant | Horst Edler von der Planitz               | 25. März 1913 bis 18. April 1916                                |
| Generalmajor    | Rudolph Hammer                            | 19. April bis 4. Mai 1916                                       |
| Generalmajor    | Gustav von der Decken                     | 05. Mai 1916 bis 22. Juli 1918                                  |
| Generalmajor    | Maximilian von Scheel                     | 23. Juli 1918 bis 30. Januar 1919                               |
| Generalmajor    | Martin von Oldershausen                   | 01. Februar bis 10. September 1919 (mit der Führung beauftragt) |